# Synlophe
Als Synlophe bezeichnet man das Längstreifenmuster der von der Epidermis abgesonderten Schutzhülle (Kutikula, das Exoskelett) bei Fadenwürmern. Der Begriff wurde 1964 durch die französische Parasitologin Marie-Claude Durette-Desset etabliert.
Da die Synlophe häufig gattungs- oder sogar artspezifisch, nicht aber geschlechtsspezifisch ist, kann sie auch zur Artbestimmung von Weibchen bei jenen Arten herangezogen werden, deren Unterscheidung lediglich auf Merkmalen der Männchen beruht. Große Bedeutung hat das bei den Trichostrongyliden. Die Synlophe könnte der Anheftung der Parasiten an die Darmzotten dienen. Es gibt manchmal auch eine Altersabhängigkeit in der Synlophe: bei Caenorhabditis elegans haben die Juvenilen keine Längsstreifung, Adulte vier Längsstreifen.
Die Leisten können rechtwinklig oder schräg zur Körperoberfläche orientiert sein. Anzahl, Verteilung, Abstand und Größengradienten werden meist anhand eines Querschnitts, also in der Transversalebene erfasst. Hochdifferenzierte, aus miteinander verschmolzenen Leisten entstandene Leisten werden Comarӗte genannt. Carene sind links- oder rückenseitige Hauterweiterungen.